# Качин-Старий
Качин-Старий (пол. Kaczyn Stary) — село в Польщі, у гміні Чижев Високомазовецького повіту Підляського воєводства.
Населення — 153 особи (2011).
У 1975-1998 роках село належало до Ломжинського воєводства.

## Демографія
Демографічна структура станом на 31 березня 2011 року:
|          | Загалом | Допрацездатний вік | Працездатний вік | Постпрацездатний вік |
| -------- | ------- | ------------------ | ---------------- | -------------------- |
| Чоловіки | 78      | 15                 | 47               | 16                   |
| Жінки    | 75      | 20                 | 37               | 18                   |
| Разом    | 153     | 35                 | 84               | 34                   |